# Panhard & Levassor Type X65
Der Panhard & Levassor Type X65 ist ein Pkw-Prototyp von 1929. Hersteller war Panhard & Levassor in Frankreich.

## Beschreibung
Die Fahrzeuge haben einen ventillosen Schiebermotor nach einer Lizenz von Charles Yale Knight. Im Motorcode „SK4C10“ steht das „K“ für Knight und die „4“ für die Anzahl der Zylinder.
Der Vierzylinder-Reihenmotor hat 85 mm Bohrung, 88 mm Hub und 1997 cm³ Hubraum. Er wurde auch 11 CV genannt.
Im April 1929 wurde das einzige Exemplar gefertigt.